# Gabriele Grunewald
Gabriele Grunewald (Perham, Minesota, 25 de junio de 1986-Mineápolis, Minesota, 11 de junio de 2019) fue una corredora profesional estadounidense de media distancia que compitió en distancias de 800 a 5000 metros. Representó a los Estados Unidos en los Campeonatos del Mundo Indoor de la IAAF 2014 y terminó en el décimo lugar. Fue la campeona nacional en los 3000 metros en los Campeonatos de pista y campo de Estados Unidos de 2014.

## Biografía
Compitió por la Universidad de Minnesota, donde fue subcampeona nacional en los 1500 metros en los Campeonatos de campo y pista al aire libre de la ICA de la NCAA de 2010.
En 2011, fue el tercer lugar a nivel nacional en la carrera de millas tanto en interiores como en exteriores.
Fue diagnosticada con carcinoma adenoide quístico en 2009. Debido a los tumores, se le extirpó a los pocos meses de darse a conocer su glándula salival, así como su glándula tiroides dos años después. Se sometió a una cirugía para extirpar un tumor canceroso de aproximadamente cinco por seis pulgadas de su hígado el 26 de agosto de 2016; un oncólogo quirúrgico realizó una hepatectomía derecha para extirpar el tumor y el lóbulo derecho afectado de su hígado.

## Muerte
Murió el 11 de junio de 2019 a consecuencia de un cáncer.